# NINE MILES
NINE MILES（ナインマイルス）は日本のギタリスト、真鍋吉明のソロプロジェクトである。avex traxに所属。ボブ・マーリーなどからの影響下であるレゲエを主軸とした楽曲を録音製作し、the pillowsのギター担当として活動する傍ら、非常に緩やかなペースでアルバムを発表している。

## 概要・来歴
ソロプロジェクト始動の切っ掛けは、the pillowsのリーダーである山中さわおにソロ名義における作品の製作、発表を依頼されたことによる。始動当初は、山中が代表を務めるレーベルであるDELICIOUS LABELから作品を発表していたが、3rdアルバム『REVOLUTION IS MY NAME』から販売元をavex traxに移行させた。
the pillowsではオルタナティブ・ロックを演奏しているので、ソロでは別のジャンルを題材にしたいと考え、かねてからの趣味であるレゲエを主軸とした楽曲を製作することを決定させる。結果、the pillowsとは完全に別ジャンルの音楽となった。また、始動が決定した際、洋楽のレゲエの歌詞を理解する為に旧約聖書を読破。一日一章ずつ読んでも3年半かかるものを、2年間で2回廻したと語っている。
非常に緩やかではあるが、現在においてもthe pillowsでの活動と平行させて、ソロでの活動を継続している。

## 作品

### アルバム
1. SOLOMONIC POLAR BEAR （2001年3月7日、BUMP-005）
  1. The third eye
  2. Priority in the life
  3. A perfect circle
  4. Freeze contact
  5. Division three
  6. Cause of joy
  7. Good luck system debora (introduction)
  8. Good luck system debora
2. Return of the Polar Bear （2003年8月6日、BUMP-015）
  1. Return of the Polar Bear
  2. Heart is there
  3. Sweet sweet anthem
  4. My amazing grace
  5. Scarlet emotion want all, lose all
  6. Call from jamaica
  7. word of mouth
  8. Return of the Polar Bear (reprise)
3. REVOLUTION IS MY NAME （2008年1月30日、NFCD-27900）
  1. In a Silent Way
  2. Revolution is My Name
  3. Changes
  4. People Make Up Stories
  5. Right Place, Right Time
  6. Fighting on Arrival
  7. Easy Come, Easy Go
  8. Word of Mouth (Final Dub Mix Version)
  9. Stay With Me

## 備考
- 2ndアルバム『Return of the Polar Bear』に収録されている「Heart is there」はthe pillowsにカバーされ、シングル「ノンフィクション」の2曲目に収録されている。
- the pillowsのシングル「サード アイ」は、初めは「The third eye」と表記されていたが、NINE MILESの1stアルバム『SOLOMONIC POLAR BEAR』に収録されている「The third eye」と同一曲と混同するため表記がカタカナに変更された。